# Capitan Fortuna
Capitán Fortuna es una historieta italiana de aventuras de la editorial Audace (hoy Sergio Bonelli Editore), creada por Rino Albertarelli en 1941.

## Trayectoria editorial
La serie fue creada en 1941 para la revista L'Audace y reeditada en 1945 en la colección Albo d'Oro Audace. Algunos dibujos de esta historieta fueron utilizados posteriormente en el cómic Occhio Cupo de Gian Luigi Bonelli, para aliviar el duro trabajo del dibujante Aurelio Galleppini, quien al mismo tiempo tenía que ilustrar también las primeras historias de Tex. Por eso, al rostro de Capitán Fortuna se añadió la máscara negra de Occhio Cupo.

## Argumento
Capitán Fortuna es un valiente capitán de barco italiano del siglo XVII, que navega por lugares exóticos viviendo aventuras inspiradas en las atmósferas de las novelas de Emilio Salgari. Sus compañeros son el anciano Pappafico y el joven Trinchetto, mientras que el villano de la serie es el pirata England. La dulce Morena da un toque romántico a la trama.